# Camptotypus incisus
Camptotypus incisus är en stekelart som först beskrevs av Smith 1863.  Camptotypus incisus ingår i släktet Camptotypus och familjen brokparasitsteklar. Inga underarter finns listade.